# Stanley Cup
La Copa Stanley (Stanley Cup en anglès; Coupe Stanley en francès) és el trofeu entregat al campió de la National Hockey League (NHL) cada any. Com que hi participen els millors jugadors d'hoquei sobre gel del món és considerada la millor lliga i, per tant, la Copa Stanley és la màxima distinció a nivell de clubs en hoquei sobre gel.
Des del 1915 s'entrega anualment tot i que els seus orígens es remunten al 1893. Els noms dels jugadors i tècnics guanyadors són inscrits a la Copa Stanley cada any, per això cada vegada és més gran, afegint pisos a la base.
Els Canadiens de Mont-real han guanyat 24 copes Stanley i són l'equip que més copes han guanyat, també els que més vegades consecutives, cinc, entre 1955 i 1960
Els jugadors de l'equip guanyador reben un anell com a l'NBA i a l'NFL. Henri Richard, dels Montreal Canadiens, és qui té més anells, amb 11.

## Guanyadors de la Copa Stanley
| Any     | Guanyador                                                        | Entrenador                                                       | Finalista                                                        | Entrenador                                                       | Partits                                                          |
| ------- | ---------------------------------------------------------------- | ---------------------------------------------------------------- | ---------------------------------------------------------------- | ---------------------------------------------------------------- | ---------------------------------------------------------------- |
| 2021-22 | Colorado Avalanche                                               | Jared Bednar                                                     | Tampa Bay Lightning                                              | Jon Cooper                                                       | 4-2                                                              |
| 2020-21 | Tampa Bay Lightning                                              | Jon Cooper                                                       | Montreal Canadiens                                               | Dominique Ducharme                                               | 4-1                                                              |
| 2019-20 | Tampa Bay Lightning                                              | Jon Cooper                                                       | Dallas Stars                                                     | Rick Bowness                                                     | 4-2                                                              |
| 2018-19 | St. Louis Blues                                                  | Craig Berube                                                     | Boston Bruins                                                    | Bruce Cassidy                                                    | 4-3                                                              |
| 2017-18 | Washington Capitals                                              | Barry Trotz                                                      | Vegas Golden Knights                                             | Gerard Gallant                                                   | 4-1                                                              |
| 2016-17 | Pittsburgh Penguins                                              | Mike Sullivan                                                    | Nashville Predators                                              | Peter Laviolette                                                 | 4-2                                                              |
| 2015-16 | Pittsburgh Penguins                                              | Mike Sullivan                                                    | San Jose Sharks                                                  | Peter DeBoer                                                     | 4-2                                                              |
| 2014-15 | Chicago Blackhawks                                               | Joel Quenneville                                                 | Tampa Bay Lightning                                              | Jon Cooper                                                       | 4-2                                                              |
| 2013-14 | Los Angeles Kings                                                | Darryl Sutter                                                    | New York Rangers                                                 | Alain Vigneault                                                  | 4-1                                                              |
| 2012-13 | Chicago Blackhawks                                               | Joel Quenneville                                                 | Boston Bruins                                                    | Claude Julien                                                    | 4-2                                                              |
| 2011-12 | Los Angeles Kings                                                | Darryl Sutter                                                    | New Jersey Devils                                                | Peter DeBoer                                                     | 4-2                                                              |
| 2010-11 | Boston Bruins                                                    | Claude Julien                                                    | Vancouver Canucks                                                | Alain Vigneault                                                  | 4-3                                                              |
| 2009-10 | Chicago Blackhawks                                               | Joel Quenneville                                                 | Philadelphia Flyers                                              | Peter Laviolette                                                 | 4-2                                                              |
| 2008-09 | Pittsburgh Penguins                                              | Dan Bylsma                                                       | Detroit Red Wings                                                | Mike Babcock                                                     | 4-3                                                              |
| 2007-08 | Detroit Red Wings                                                | Mike Babcock                                                     | Pittsburgh Penguins                                              | Michel Therrien                                                  | 4-2                                                              |
| 2006-07 | Anaheim Ducks                                                    | Randy Carlyle                                                    | Ottawa Senators                                                  | Bryan Murray                                                     | 4-1                                                              |
| 2005-06 | Carolina Hurricanes                                              | Peter Laviolette                                                 | Edmonton Oilers                                                  | Craig MacTavish                                                  | 4-3                                                              |
| 2004-05 | Cap guanyador per la temporada suspesa per la vaga dels jugadors | Cap guanyador per la temporada suspesa per la vaga dels jugadors | Cap guanyador per la temporada suspesa per la vaga dels jugadors | Cap guanyador per la temporada suspesa per la vaga dels jugadors | Cap guanyador per la temporada suspesa per la vaga dels jugadors |
| 2003-04 | Tampa Bay Lightning                                              | John Tortorella                                                  | Calgary Flames                                                   | Darryl Sutter                                                    | 4-3                                                              |
| 2002-03 | New Jersey Devils                                                | Pat Burns                                                        | Anaheim Mighty Ducks                                             | Mike Babcock                                                     | 4-3                                                              |
| 2001-02 | Detroit Red Wings                                                | Scotty Bowman                                                    | Carolina Hurricanes                                              | Paul Maurice                                                     | 4-1                                                              |
| 2000-01 | Colorado Avalanche                                               | Bob Hartley                                                      | New Jersey Devils                                                | Larry Robinson                                                   | 4-3                                                              |
| 1999-00 | New Jersey Devils                                                | Larry Robinson                                                   | Dallas Stars                                                     | Ken Hitchcock                                                    | 4-2                                                              |
| 1998-99 | Dallas Stars                                                     | Ken Hitchcock                                                    | Buffalo Sabres                                                   | Lindy Ruff                                                       | 4-2                                                              |
| 1997-98 | Detroit Red Wings                                                | Scotty Bowman                                                    | Washington Capitals                                              | Ron Wilson                                                       | 4-0                                                              |
| 1996-97 | Detroit Red Wings                                                | Scotty Bowman                                                    | Philadelphia Flyers                                              | Terry Murray                                                     | 4-0                                                              |
| 1995-96 | Colorado Avalanche                                               | Marc Crawford                                                    | Florida Panthers                                                 | Doug MacLean                                                     | 4-0                                                              |
| 1994-95 | New Jersey Devils                                                | Jacques Lemaire                                                  | Detroit Red Wings                                                | Scotty Bowman                                                    | 4-0                                                              |
| 1993-94 | New York Rangers                                                 | Mike Keenan                                                      | Vancouver Canucks                                                | Pat Quinn                                                        | 4-3                                                              |
| 1992-93 | Montreal Canadiens                                               | Jacques Demers                                                   | Los Angeles Kings                                                | Barry Melrose                                                    | 4-1                                                              |
| 1991-92 | Pittsburgh Penguins                                              | Scotty Bowman                                                    | Chicago Blackhawks                                               | Mike Keenan                                                      | 4-0                                                              |
| 1990-91 | Pittsburgh Penguins                                              | Bob Johnson                                                      | Minnesota North Stars                                            | Bob Gainey                                                       | 4-2                                                              |
| 1989-90 | Edmonton Oilers                                                  | John Muckler                                                     | Boston Bruins                                                    | Mike Milbury                                                     | 4-1                                                              |
| 1988-89 | Calgary Flames                                                   | Terry Crisp                                                      | Montreal Canadiens                                               | Pat Burns                                                        | 4-2                                                              |
| 1987-88 | Edmonton Oilers                                                  | Glen Sather                                                      | Boston Bruins                                                    | Terry O'Reilly                                                   | 4-0                                                              |
| 1986-87 | Edmonton Oilers                                                  | Glen Sather                                                      | Philadelphia Flyers                                              | Mike Keenan                                                      | 4-3                                                              |
| 1985-86 | Montreal Canadiens                                               | Jean Perron                                                      | Calgary Flames                                                   | Bob Johnson                                                      | 4-1                                                              |
| 1984-85 | Edmonton Oilers                                                  | Glen Sather                                                      | Philadelphia Flyers                                              | Mike Keenan                                                      | 4-1                                                              |
| 1983-84 | Edmonton Oilers                                                  | Glen Sather                                                      | New York Islanders                                               | Al Arbour                                                        | 4-1                                                              |
| 1982-83 | New York Islanders                                               | Al Arbour                                                        | Edmonton Oilers                                                  | Glen Sather                                                      | 4-0                                                              |
| 1981-82 | New York Islanders                                               | Al Arbour                                                        | Vancouver Canucks                                                | Roger Neilson                                                    | 4-0                                                              |
| 1980-81 | New York Islanders                                               | Al Arbour                                                        | Minnesota North Stars                                            | Glen Sonmor                                                      | 4-1                                                              |
| 1979-80 | New York Islanders                                               | Al Arbour                                                        | Philadelphia Flyers                                              | Pat Quinn                                                        | 4-2                                                              |
| 1978-79 | Montreal Canadiens                                               | Scotty Bowman                                                    | New York Rangers                                                 | Fred Shero                                                       | 4-1                                                              |
| 1977-78 | Montreal Canadiens                                               | Scotty Bowman                                                    | Boston Bruins                                                    | Don Cherry                                                       | 4-2                                                              |
| 1976-77 | Montreal Canadiens                                               | Scotty Bowman                                                    | Boston Bruins                                                    | Don Cherry                                                       | 4-0                                                              |
| 1975-76 | Montreal Canadiens                                               | Scotty Bowman                                                    | Philadelphia Flyers                                              | Fred Shero                                                       | 4-0                                                              |
| 1974-75 | Philadelphia Flyers                                              | Fred Shero                                                       | Buffalo Sabres                                                   | Floyd Smith                                                      | 4-2                                                              |
| 1973-74 | Philadelphia Flyers                                              | Fred Shero                                                       | Boston Bruins                                                    | Bep Guidolin                                                     | 4-2                                                              |
| 1972-73 | Montreal Canadiens                                               | Scotty Bowman                                                    | Chicago Blackhawks                                               | Bill Reay                                                        | 4-2                                                              |
| 1971-72 | Boston Bruins                                                    | Tom Johnson                                                      | New York Rangers                                                 | Emile Francis                                                    | 4-2                                                              |
| 1970-71 | Montreal Canadiens                                               | Al MacNeil                                                       | Chicago Blackhawks                                               | Bill Reay                                                        | 4-3                                                              |
| 1969-70 | Boston Bruins                                                    | Harry Sinden                                                     | St. Louis Blues                                                  | Scotty Bowman                                                    | 4-0                                                              |
| 1968-69 | Montreal Canadiens                                               | Claude Ruel                                                      | St. Louis Blues                                                  | Scotty Bowman                                                    | 4-0                                                              |
| 1967-68 | Montreal Canadiens                                               | Toe Blake                                                        | St. Louis Blues                                                  | Scotty Bowman                                                    | 4-0                                                              |
| 1966-67 | Toronto Maple Leafs                                              | Punch Imlach                                                     | Montreal Canadiens                                               | Toe Blake                                                        | 4-2                                                              |
| 1965-66 | Montreal Canadiens                                               | Toe Blake                                                        | Detroit Red Wings                                                | Sid Abel                                                         | 4-2                                                              |
| 1964-65 | Montreal Canadiens                                               | Toe Blake                                                        | Chicago Blackhawks                                               | Billy Reay                                                       | 4-3                                                              |
| 1963-64 | Toronto Maple Leafs                                              | Punch Imlach                                                     | Detroit Red Wings                                                | Sid Abel                                                         | 4-3                                                              |
| 1962-63 | Toronto Maple Leafs                                              | Punch Imlach                                                     | Detroit Red Wings                                                | Sid Abel                                                         | 4-1                                                              |
| 1961-62 | Toronto Maple Leafs                                              | Punch Imlach                                                     | Chicago Blackhawks                                               | Rudy Pilous                                                      | 4-2                                                              |
| 1960-61 | Chicago Blackhawks                                               | Rudy Pilous                                                      | Detroit Red Wings                                                | Sid Abel                                                         | 4-2                                                              |
| 1959-60 | Montreal Canadiens                                               | Toe Blake                                                        | Toronto Maple Leafs                                              | Punch Imlach                                                     | 4-0                                                              |
| 1958-59 | Montreal Canadiens                                               | Toe Blake                                                        | Toronto Maple Leafs                                              | Punch Imlach                                                     | 4-1                                                              |
| 1957-58 | Montreal Canadiens                                               | Toe Blake                                                        | Boston Bruins                                                    | Milt Schmidt                                                     | 4-2                                                              |
| 1956-57 | Montreal Canadiens                                               | Toe Blake                                                        | Boston Bruins                                                    | Milt Schmidt                                                     | 4-1                                                              |
| 1955-56 | Montreal Canadiens                                               | Toe Blake                                                        | Detroit Red Wings                                                | Jimmy Skinner                                                    | 4-1                                                              |
| 1954-55 | Detroit Red Wings                                                | Jimmy Skinner                                                    | Montreal Canadiens                                               | Dick Irvin                                                       | 4-3                                                              |
| 1953-54 | Detroit Red Wings                                                | Tommy Ivan                                                       | Montreal Canadiens                                               | Dick Irvin                                                       | 4-3                                                              |
| 1952-53 | Montreal Canadiens                                               | Dick Irvin                                                       | Boston Bruins                                                    | Lynn Patrick                                                     | 4-1                                                              |
| 1951-52 | Detroit Red Wings                                                | Tommy Ivan                                                       | Montreal Canadiens                                               | Dick Irvin                                                       | 4-0                                                              |
| 1950-51 | Toronto Maple Leafs                                              | Joe Primeau                                                      | Montreal Canadiens                                               | Dick Irvin                                                       | 4-1                                                              |
| 1949-50 | Detroit Red Wings                                                | Tommy Ivan                                                       | New York Rangers                                                 | Lynn Patrick                                                     | 4-3                                                              |
| 1948-49 | Toronto Maple Leafs                                              | Hap Day                                                          | Detroit Red Wings                                                | Tommy Ivan                                                       | 4-0                                                              |
| 1947-48 | Toronto Maple Leafs                                              | Hap Day                                                          | Detroit Red Wings                                                | Tommy Ivan                                                       | 4-0                                                              |
| 1946-47 | Toronto Maple Leafs                                              | Hap Day                                                          | Montreal Canadiens                                               | Dick Irvin                                                       | 4-2                                                              |
| 1945-46 | Montreal Canadiens                                               | Dick Irvin                                                       | Boston Bruins                                                    | Dit Clapper                                                      | 4-1                                                              |
| 1944-45 | Toronto Maple Leafs                                              | Hap Day                                                          | Detroit Red Wings                                                | Jack Adams                                                       | 4-3                                                              |
| 1943-44 | Montreal Canadiens                                               | Dick Irvin                                                       | Chicago Blackhawks                                               | Paul Thompson                                                    | 4-0                                                              |
| 1942-43 | Detroit Red Wings                                                | Jack Adams                                                       | Boston Bruins                                                    | Art Ross                                                         | 4-0                                                              |
| 1941-42 | Toronto Maple Leafs                                              | Hap Day                                                          | Detroit Red Wings                                                | Jack Adams                                                       | 4-3                                                              |
| 1940-41 | Boston Bruins                                                    | Cooney Weiland                                                   | Detroit Red Wings                                                | Ebbie Goodfellow                                                 | 4-0                                                              |
| 1939-40 | New York Rangers                                                 | Frank Boucher                                                    | Toronto Maple Leafs                                              | Dick Irvin                                                       | 4-2                                                              |
| 1938-39 | Boston Bruins                                                    | Art Ross                                                         | Toronto Maple Leafs                                              | Dick Irvin                                                       | 4-1                                                              |
| 1937-38 | Chicago Blackhawks                                               | Bill Stewart                                                     | Toronto Maple Leafs                                              | Dick Irvin                                                       | 3-1                                                              |
| 1936-37 | Detroit Red Wings                                                | Jack Adams                                                       | New York Rangers                                                 | Lester Patrick                                                   | 3-2                                                              |
| 1935-36 | Detroit Red Wings                                                | Jack Adams                                                       | Toronto Maple Leafs                                              | Dick Irvin                                                       | 3-1                                                              |
| 1934-35 | Montreal Maroons                                                 | Tommy Gorman                                                     | Toronto Maple Leafs                                              | Dick Irvin                                                       | 3-0                                                              |
| 1933-34 | Chicago Blackhawks                                               | Tommy Gorman                                                     | Detroit Red Wings                                                | Jack Adams                                                       | 3-1                                                              |
| 1932-33 | New York Rangers                                                 | Lester Patrick                                                   | Toronto Maple Leafs                                              | Dick Irvin                                                       | 3-1                                                              |
| 1931-32 | Toronto Maple Leafs                                              | Dick Irvin                                                       | New York Rangers                                                 | Lester Patrick                                                   | 3-0                                                              |
| 1930-31 | Montreal Canadiens                                               | Cecil Hart                                                       | Chicago Blackhawks                                               | Dick Irvin                                                       | 3-2                                                              |
| 1929-30 | Montreal Canadiens                                               | Cecil Hart                                                       | Boston Bruins                                                    | Art Ross                                                         | 2-0                                                              |
| 1928-29 | Boston Bruins                                                    | Cy Denneny                                                       | New York Rangers                                                 | Lester Patrick                                                   | 2-0                                                              |
| 1927-28 | New York Rangers                                                 | Lester Patrick                                                   | Montreal Maroons                                                 | Eddie Gerard                                                     | 3-2                                                              |
| 1926-27 | Ottawa Senators                                                  | Dave Gill                                                        | Boston Bruins                                                    | Art Ross                                                         | 2-0-2                                                            |
| 1925-26 | Montreal Maroons                                                 | Eddie Gerard                                                     | Victoria Cougars (WHL)                                           | Lester Patrick                                                   | 3-1                                                              |
| 1924-25 | Victoria Cougars (WHL)                                           | Lester Patrick                                                   | Montreal Canadiens                                               | Leo Dandurand                                                    | 3-1                                                              |
| 1923-24 | Montreal Canadiens                                               | Leo Dandurand                                                    | Calgary Tigers (WCHL)                                            | Eddie Oatman                                                     | 2-0                                                              |
| 1922-23 | Ottawa Senators                                                  | Pete Green                                                       | Vancouver Maroons (PCHA)                                         | Lloyd Cook/ Frank Patrick                                        | 3-1                                                              |
| 1921-22 | Toronto St. Patricks                                             | George O'Donoghue                                                | Vancouver Millionaires (PCHA)                                    | Lloyd Cook/ Frank Patrick                                        | 3-2                                                              |
| 1920-21 | Ottawa Senators                                                  | Pete Green                                                       | Vancouver Millionaires (PCHA)                                    | Lloyd Cook/ Frank Patrick                                        | 3-2                                                              |
| 1919-20 | Ottawa Senators                                                  | Pete Green                                                       | Seattle Metropolitans (PCHA)                                     | Pete Muldoon                                                     | 3-2                                                              |
| 1918-19 | Suspesa per epidèmia de grip espanyola                           | Suspesa per epidèmia de grip espanyola                           | Suspesa per epidèmia de grip espanyola                           | Suspesa per epidèmia de grip espanyola                           |                                                                  |
| 1917-18 | Toronto Arenas                                                   | Dick Carroll                                                     | Vancouver Millionaires (PCHA)                                    | Frank Patrick                                                    | 3-2                                                              |
| 1917    | Seattle Metropolitans (PCHA)                                     | Pete Muldoon                                                     | Montreal Canadiens (NHA)                                         | Newsy Lalonde                                                    | 3-1                                                              |
| 1916    | Montreal Canadiens (NHA)                                         | Newsy Lalonde                                                    | Portland Rosebuds (PCHA)                                         | E.H. Savage                                                      | 3-2                                                              |
| 1915    | Vancouver Millionaires (PCHA)                                    | Frank Patrick                                                    | Ottawa Senators (NHA)                                            | Frank Shaughnessy                                                | 3-0                                                              |

## Títols
La Copa Stanley va començar l'any 1915, anteriorment era la Challenge Cup (1893-1914).
| Equip               | Títols | Subcampió | Anys campió |
| ------------------- | ------ | --------- | --- |
| Montreal Canadiens  | 24     | 10        | 1916, 1924, 1930, 1931, 1944, 1946, 1953, 1956, 1957, 1958, 1959, 1960, 1965, 1966, 1968, 1969, 1971, 1973, 1976, 1977, 1978, 1979, 1986, 1993 |
| Toronto Maple Leafs | 13     | 8         | 1918, 1922, 1932, 1942, 1945, 1947, 1948, 1949, 1951, 1962, 1963, 1964, 1967                                                                   |
| Detroit Red Wings   | 11     | 13        | 1936, 1937, 1943, 1950, 1952, 1954, 1955, 1997, 1998, 2002, 2008                                                                               |
| Boston Bruins       | 6      | 14        | 1929, 1939, 1941, 1970, 1972, 2011 |
| Chicago Blackhawks  | 6      | 7         | 1934, 1938, 1961, 2010, 2013, 2015 |
| Edmonton Oilers     | 5      | 2         | 1984, 1985, 1987, 1988, 1990 |
| Pittsburgh Penguins | 5      | 1         | 1991, 1992, 2009, 2016, 2017 |
| New York Rangers    | 4      | 7         | 1928, 1933, 1940, 1994 |
| New York Islanders  | 4      | 1         | 1980, 1981, 1982, 1983 |
| New Jersey Devils   | 3      | 2         | 1995, 2000, 2003 |
| Tampa Bay Lightning | 3      | 2         | 2004, 2020, 2021 |
| Colorado Avalanche  | 3      | -         | 1996, 2001, 2022 |
| Philadelphia Flyers | 2      | 6         | 1974, 1975 |
| Los Angeles Kings   | 2      | 1         | 2012, 2014 |
| Dallas Stars        | 1      | 4         | 1999 |
| Saint Louis Blues   | 1      | 3         | 2019 |
| Calgary Flames      | 1      | 2         | 1989 |
| Anaheim Ducks       | 1      | 1         | 2007 |
| Carolina Hurricanes | 1      | 1         | 2006 |
| Vancouver Canucks   | -      | 3         | ----- |
| Buffalo Sabres      | -      | 2         | ----- |
| Florida Panthers    | -      | 1         | ----- |
| Ottawa Senators     | -      | 1         | ----- |
| Washington Capitals | -      | 1         | ----- |
| San Jose Sharks     | -      | 1         | ----- |
| Nashville Predators | -      | 1         | ----- |